# Tiaranna globulosa
Tiaranna globulosa är en nässeldjursart som först beskrevs av Forbes 1848.  Tiaranna globulosa ingår i släktet Tiaranna och familjen Tiarannidae. Inga underarter finns listade i Catalogue of Life.